# Reginald Aldworth Daly
Reginald Aldworth Daly, né à Napanee en Ontario (Canada), le 18 mars 1871 et mort à Cambridge dans le Massachusetts (États-Unis), le 19 septembre 1957, est un géologue canadien. Il est l'auteur, en 1946, de l'hypothèse de l'impact géant, théorie selon laquelle la Lune a été créée à partir de la collision de la Terre avec un autre objet du système solaire,.